# Anisocycla
Anisocycla Baill. – rodzaj roślin z rodziny miesięcznikowatych (Menispermaceae). Obejmuje co najmniej 5 gatunków występujących naturalnie w Afryce Subsaharyjskiej oraz na Madagaskarze.

## Systematyka
Pozycja systematyczna według APweb (aktualizowany system APG III z 2009)
Rodzaj z rodziny miesięcznikowatych (Menispermaceae).
Wykaz gatunków
- Anisocycla blepharosepala Diels
- Anisocycla cymosa Troupin
- Anisocycla grandidieri Baill.
- Anisocycla jollyana (Pierre) Diels
- Anisocycla linearis Pierre ex Diels